# Queen Harrison
Queen Quedith Earth Harrison (Loch Sheldrake, 10 settembre 1988) è un'ostacolista statunitense.

## Palmarès
| Anno | Manifestazione      | Sede     | Evento             | Risultato  | Prestazione | Note                           |
| ---- | ------------------- | -------- | ------------------ | ---------- | ----------- | ------------------------------ |
| 2008 | Giochi olimpici     | Pechino  | 400 m hs           | Semifinale | 55"88       |                                |
| 2011 | Mondiali            | Taegu    | 400 m hs           | Semifinale | 55"44       |                                |
| 2013 | Mondiali            | Mosca    | 100 m hs           | 5ª         | 12"73       |                                |
| 2015 | Giochi panamericani | Toronto  | 100 m hs           | Oro        | 12"52       | Record dei Giochi Panamericani |
| 2018 | Campionati NACAC    | Toronto  | 100 m hs           | 4ª         | 12"93       |                                |
| 2019 | World Relays        | Yokohama | Staffetta hs mista | Oro        | 54"96       | [ 1 ]                          |